# Льняное масло

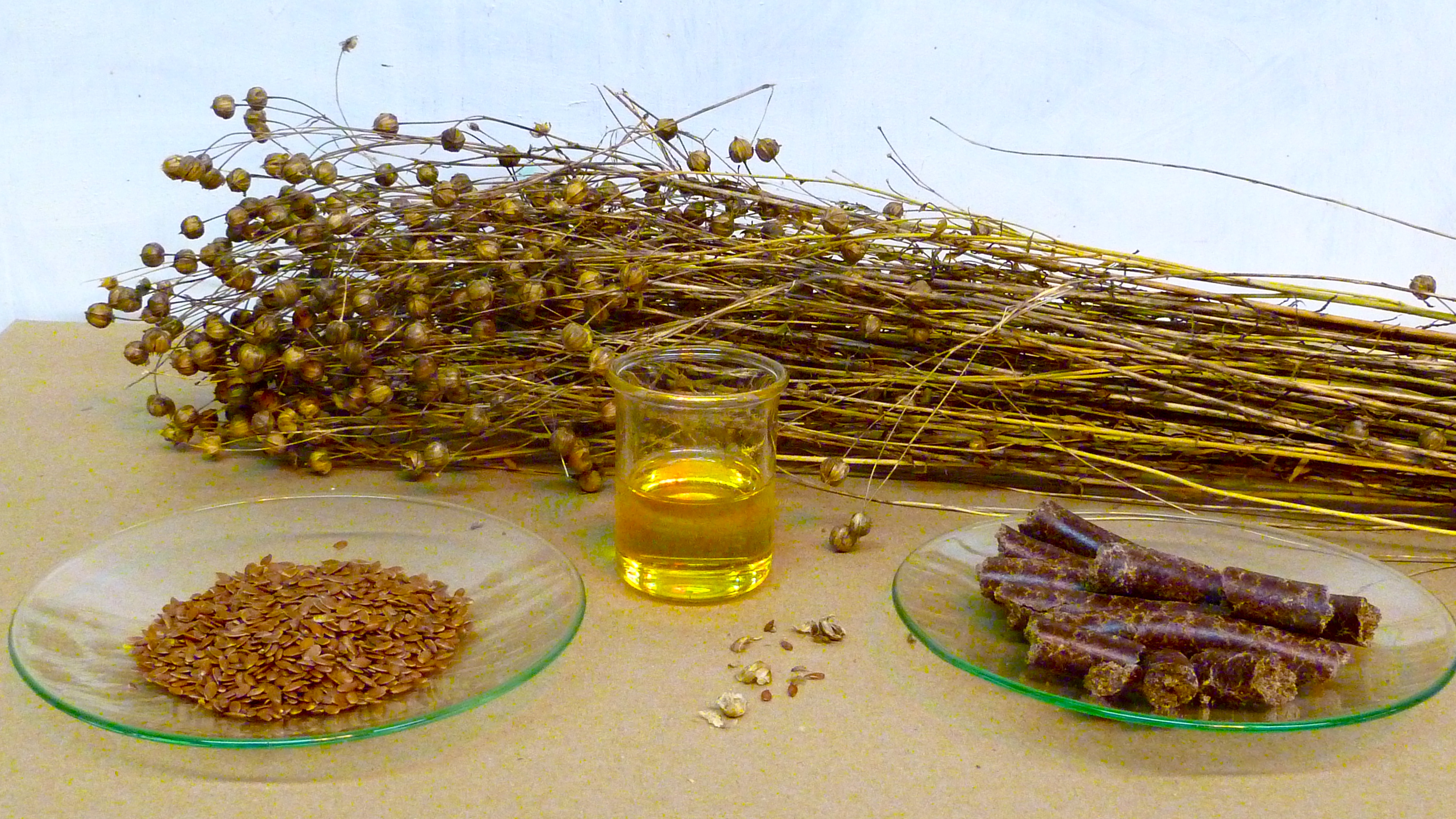
Лён, семена льна, льняное масло и льняной жмых

Льняно́е ма́сло (лат. oleum lini) — растительное масло, получаемое из семян льна.

## Состав и свойства
Относится к быстровысыхающим маслам, так как легко полимеризуется в присутствии кислорода воздуха («высыхает») с образованием прочной прозрачной плёнки. Эта способность обусловлена высоким содержанием ненасыщенных жирных кислот (в %):
44—61 % альфа-линоленовой (Омега-3), 15—30 % линолевой (Омега-6), 13—29 % олеиновой (Омега-9).
Содержание насыщенных кислот 9—11 %.
Масло льна содержит значительное количество токоферолов (витамин Е), фолиевой кислоты и эстрогеноподобных фитогормонов (лигнанов).
Кинематическая вязкость при 20 °C 15,5⋅10−6 м²/сек, йодное число 175—204.
После попадания в организм лигнаны льняного масла метаболизируются анаэробами в свободные биоактивные лигнаны млекопитающих — энтеролактон и энтеродиол.

## Применение в пищу и лечебные свойства

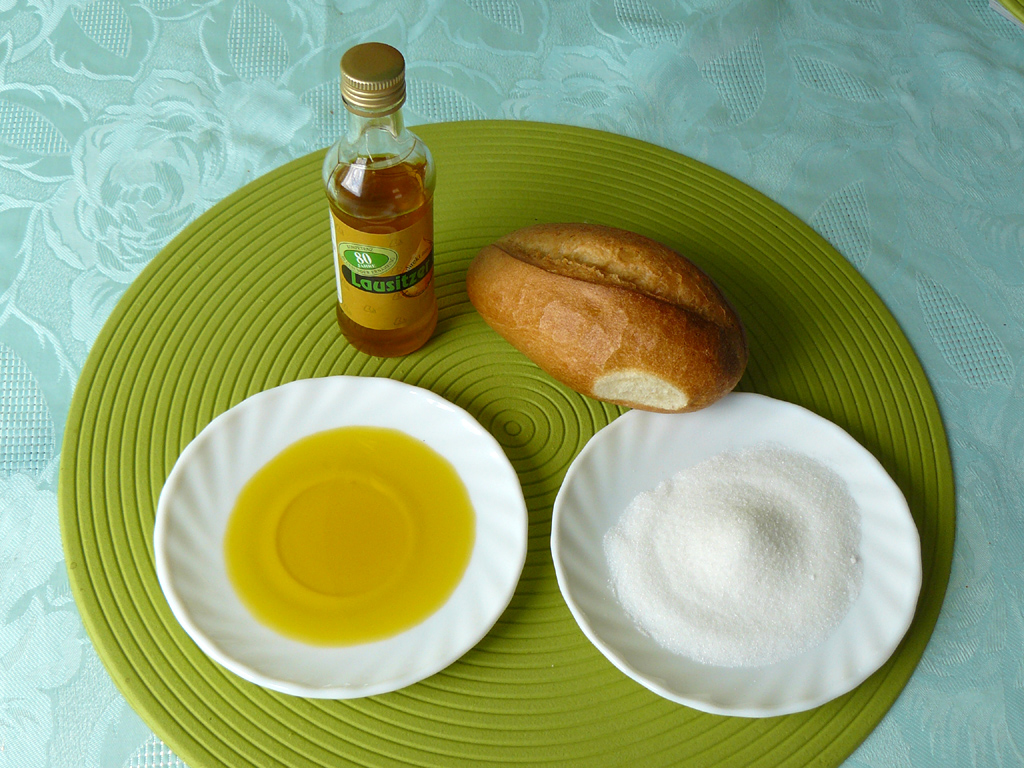

Льняное масло употребляют в пищу и применяют в народной медицине. В немецкой кухне творог с льняным маслом — блюдо родом из Лужицы, его подают с картофелем в мундире. Считается, что это блюдо входило в диету, рекомендованную Гитлеру. По воспоминаниям секретаря Гитлера Траудль Юнге, фюрер испытывал странную страсть к льняному маслу и поливал им печёный картофель с творогом.
Масло следует употреблять в пищу только свежеотжатое, произведённое на небольших маслодавильнях. Но в связи с конкуренцией нет доказательств, что в маленьких производствах масло не подвергают смешиванию с другими маслами.
Проверить качество льняного масла просто. Свежее масло на вкус не имеет горького вкуса и послевкусия. Достаточно прополоскать льняное масло во рту и выплюнуть. Прогорклое масло даст горькое жгучее послевкусие. А свежее масло на вкус сладкое и без горечи.
Полезные свойства льняного масла обусловлены содержанием незаменимых полиненасыщенных жирных кислот: альфа-линоленовой (омега-3), триглицерида линоленовой кислоты.
Фитоэстрогены льна обладают антиоксидантным эффектом, определённой противоопухолевой активностью. 
Любое растительное масло не следует подвергать термической обработке, которая вызывает прогоркание. Вследствие наличия в прогоркшем масле эпоксидов, кетонов и альдегидов его не следует употреблять в пищу. Нельзя жарить на льняном масле, поскольку ненасыщенные жирные кислоты, распадаясь, образуют канцерогенные соединения. По состоянию на конец XX века масло широко употреблялось в пищу в Индии (до 35-40 % всего потребления).
Как правило, срок хранения откупоренной бутылки льняного масла в домашних условиях не превышает двух недель при комнатной температуре.. В холодильнике масло хранится до двух месяцев. Интерес к потреблению омега-3 кислот привёл к появлению в продаже льняного масла холодного отжима.
Оздоровительный эффект льняного масла усиливают органические (фруктовые и овощные) кислоты.

## Техническое значение
Льняное масло имеет важное техническое значение: из него изготавливают быстросохнущие лаки, олифы. Оно широко применяется для производства натурального линолеума и масляных красок, используемых в строительстве и живописи.
Как простейшая натуральная олифа применяется термически обработанное льняное масло, так как сырое слишком медленно образует полимерную плёнку. Поэтому при обработке древесины льняным маслом в него добавляют сиккативы для ускорения сушки. Термически обработанное масло высыхает быстрее за счёт большего количества двойных связей, образующихся при термической обработке масла. Сырое масло не пользуется большой популярностью при отделке древесины, в основном для этого применяют масло двойного кипячения или отстоявшееся на открытом воздухе (в течение нескольких недель).
Термическая обработка — выдержка масла при высоких температурах в течение нескольких часов, при этом через масло барботируют воздух для ускорения предполимеризации. Кислород воздуха вступает в реакцию с молекулами масла по двойным связям между атомами углерода, и таким образом получается олигомер, то есть олифа. Последующая добавка полиметаллических сиккативов значительно ускоряет сушку олифы на открытом воздухе.
Мировое производство в 1990—1991 годах составляло 2,7 миллиона тонн; основными производителями были Аргентина, Индия, Канада и СССР.